# Thesium helichrysoides
Thesium helichrysoides är en sandelträdsväxtart som beskrevs av Arthur William Hill. Thesium helichrysoides ingår i släktet spindelörter, och familjen sandelträdsväxter. Inga underarter finns listade i Catalogue of Life.